# Noël Bailbé
 (novembre 2024).
Si vous disposez d'ouvrages ou d'articles de référence ou si vous connaissez des sites web de qualité traitant du thème abordé ici, merci de compléter l'article en donnant les références utiles à sa vérifiabilité et en les liant à la section « Notes et références ».
 (novembre 2024).
La mise en forme du texte ne suit pas les recommandations de Wikipédia : il faut le « wikifier ».
Les points d'amélioration suivants sont les cas les plus fréquents :
- Les titres sont pré-formatés par le logiciel. Ils ne sont ni en capitales, ni en gras.
- Le texte ne doit pas être écrit en capitales (les noms de famille non plus), ni en gras, ni en italique, ni en « petit »…
- Le gras n'est utilisé que pour surligner le titre de l'article dans l'introduction, une seule fois.
- L'italique est rarement utilisé : mots en langue étrangère, titres d'œuvres, noms de bateaux, etc.
- Les citations ne sont pas en italique mais en corps de texte normal. Elles sont entourées par des guillemets français : « et ».
- Les listes à puces sont à éviter, des paragraphes rédigés étant largement préférés. Les tableaux sont à réserver à la présentation de données structurées (résultats, etc.).
- Les appels de note de bas de page (petits chiffres en exposant, introduits par l'outil «  Source ») sont à placer entre la fin de phrase et le point final[comme ça].
- Les liens internes (vers d'autres articles de Wikipédia) sont à choisir avec parcimonie. Créez des liens vers des articles approfondissant le sujet. Les termes génériques sans rapport avec le sujet sont à éviter, ainsi que les répétitions de liens vers un même terme.
- Les liens externes sont à placer uniquement dans une section « Liens externes », à la fin de l'article. Ces liens sont à choisir avec parcimonie suivant les règles définies. Si un lien sert de source à l'article, son insertion dans le texte est à faire par les notes de bas de page.
- La présentation des références doit suivre les conventions bibliographiques. Il est recommandé d'utiliser les modèles {{Ouvrage}}, {{Chapitre}}, {{Article}}, {{Lien web}} et/ou {{Bibliographie}}. Le mode d'édition visuel peut mettre en forme automatiquement les références.
- Insérer une infobox (cadre d'informations à droite) n'est pas obligatoire pour parachever la mise en page.

Pour une aide détaillée, merci de consulter Aide:Wikification.
Si vous pensez que ces points ont été résolus, vous pouvez retirer ce bandeau et améliorer la mise en forme d'un autre article.
Le docteur Noël Bailbé est un chirurgien ophtalmologue français et historien de l'Art catalan, né le 7 février 1924 à Marquixanes (Pyrénées-Orientales) et mort le 19 juin 2000 à Perpignan.

## Biographie
Issu d'une ancienne famille catalane implantée dans le Conflent, il est le fils d'Emmanuel Bailbé (1886-1969), négociant en vin, et de Joséphine Carrère (1892-1969).
Il poursuit ses études secondaires à l'institution Saint-Louis-de-Gonzague à Perpignan et obtient son baccalauréat de philosophie en 1942. Puis il s'inscrit à la faculté de médecine de Montpellier cette même année où il passe son doctorat dix ans plus tard.
De 1948 à 1952, il est interne des Hôpitaux de Nice et soutient sa thèse de Médecine mention « très bien » le 25 juillet 1952 sur la « Contribution à l'étude du syndrome des hallucinations lilliputiennes ».
En 1953, il devient assistant de la clinique ophtalmologique Barraquer de Barcelone, au côté de son confrère et ami Joaquim Barraquer i Moner.
Spécialisé en ophtalmologie à Marseille, Nice et Barcelone, il est l'auteur d'ouvrages sur la paralysie oculaire et les complications provoquées par l'utilisation de lentilles de contact.
Il exerce l'entièreté de sa carrière à Perpignan. 
Des prédispositions naturelles, un goût inné pour l'étude portent Noël Bailbé à s'occuper aussi d'histoire locale. Ses recherches et ses travaux lui fournissent occasion de se lier d'amitié avec le professeur Henri Guiter, linguiste français, spécialiste du catalan et de l'occitan, qu'il rencontra lors de son inscription à la Faculté de Lettres de Montpellier en 1946 pendant sa licence ès lettres. Pour son certificat d'études catalanes, ses professeurs sont Jean Amade (partie littéraire) et Henri Guiter (partie linguistique) puis le doyen Augustin Fliche pour le certificat d'histoire du christianisme et d'histoire de l'art. 
Le Docteur Noël Bailbé est président de la Société agricole, scientifique et littéraire des Pyrénées-Orientales (S.A.S.L.) de février 1966 à juin 1980, où il publie plusieurs articles dans le bulletin de la S.A.S.L., et participe à plusieurs congrès des sociétés savantes. 
En 1989 et 1990, il est l'auteur de la publication d'études sur l'architecture religieuse du Roussillon : Clochers-Tours du Roussillon et du Symbolisme des clochers-Tours du Roussillon, des œuvres de référence sur l'art roman du Roussillon.

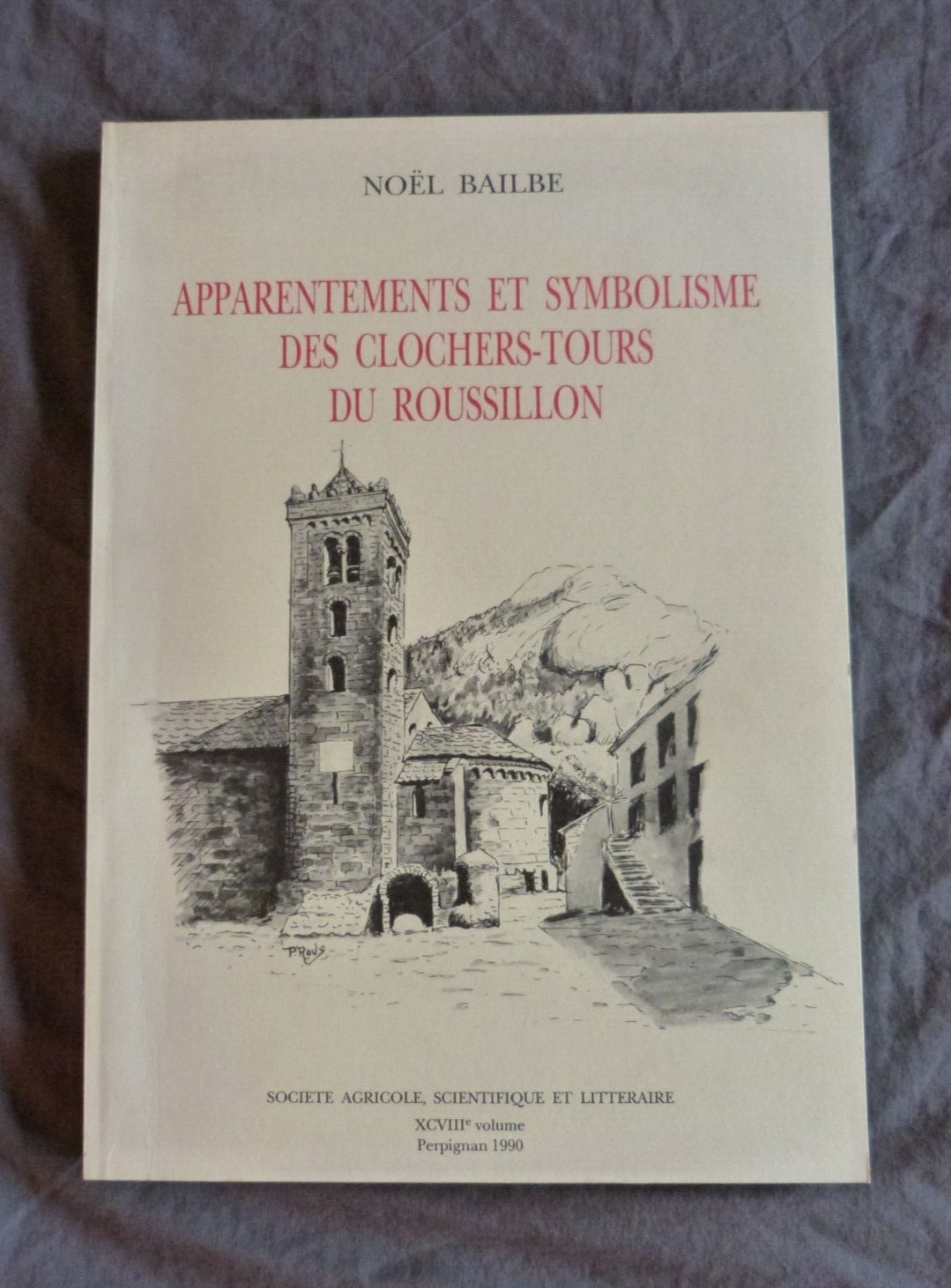
Apparentements et symbolisme des clochers-tours du Roussillon - Noël Bailbé - SASL 1990

## Publications
- Les clochers-tours du Roussillon, 1989
- Les portes des églises romanes du Roussillon, 2000
- Apparentements et symbolisme des clochers-tours du Roussillon, 1990